# Иван Лендъл
Иван Лендъл (на английски: Ivan Lendl, [ˈɪvan ˈlɛndl̩]) е чешки тенисист, бивш № 1 в света няколко години, общо 270 седмици.

## Биография
Иван Лендъл е роден на 7 март 1960 г. в гр. Острава, Чехия, тогава в Чехословакия.

## Кариера
Иван Лендъл става професионален тенисист през 1978 г. За пръв път става №1 в света на 28 февруари 1983 г.
През 2001 г. е включен в Международната тенис зала на славата.
На 31 декември 2011 Лендъл става треньор на Анди Мъри.

## Кариерна статистика

#### Титли отГолям шлем(8)
| година | турнир       | съперник        | резултат                      |
| ------ | ------------ | --------------- | ----------------------------- |
| 1984   | Ролан Гарос  | Джон Макенроу   | 3–6, 2–6, 6–4, 7–5, 7–5       |
| 1985   | ОП САЩ       | Джон Макенроу   | 7–6(7–1), 6–3, 6–4            |
| 1986   | Ролан Гарос  | Микаел Пернфорс | 6–3, 6–2, 6–4                 |
| 1986   | ОП САЩ       | Милослав Мечирж | 6–4, 6–2, 6–0                 |
| 1987   | Ролан Гарос  | Матс Виландер   | 7–5, 6–2, 3–6, 7–6(7–3)       |
| 1987   | ОП САЩ       | Матс Виландер   | 6–7(7–9), 6–0, 7–6(7–4), 6–4  |
| 1989   | ОП Австралия | Милослав Мечирж | 6–2, 6–2, 6–2                 |
| 1990   | ОП Австралия | Стефан Едберг   | 4–6, 7–6(7–3), 5–2 отказва се |

#### Финали на турнири от Голям шлем (11)
| година | турнир       | съперник      | резултат                     |
| ------ | ------------ | ------------- | ---------------------------- |
| 1981   | Ролан Гарос  | Бьорн Борг    | 1–6, 6–4, 2–6, 6–3, 1–6      |
| 1982   | ОП САЩ       | Джими Конърс  | 3–6, 2–6, 6–4, 4–6           |
| 1983   | ОП САЩ       | Джими Конърс  | 3–6, 7–6(7–2), 5–7, 0–6      |
| 1983   | ОП Австралия | Матс Виландер | 1–6, 4–6, 4–6                |
| 1984   | ОП САЩ       | Джон Макенроу | 3–6, 4–6, 1–6                |
| 1985   | Ролан Гарос  | Матс Виландер | 6–3, 4–6, 2–6, 2–6           |
| 1986   | Уимбълдън    | Борис Бекер   | 4–6, 3–6, 5–7                |
| 1987   | Уимбълдън    | Пат Кеш       | 6–7(5–7), 2–6, 5–7           |
| 1988   | ОП САЩ       | Матс Виландер | 4–6, 6–4, 3–6, 7–5, 4–6      |
| 1989   | ОП САЩ       | Борис Бекер   | 6–7(2–7), 6–1, 3–6, 6–7(4–7) |
| 1991   | ОП Австралия | Борис Бекер   | 6–1, 4–6, 4–6, 4–6           |

#### Титли на Финалния турнирСветовния Тур на ATP(5)
| година | място   | финален турнир   | съперник във финала | резултат                          |
| ------ | ------- | ---------------- | ------------------- | --------------------------------- |
| 1981   | Ню Йорк | Гран При Мастърс | Витас Герулайтис    | 6–7(5–7), 2–6, 7–6(8–6), 6–2, 6–4 |
| 1982   | Ню Йорк | Гран При Мастърс | Джон Макенроу       | 6–4, 6–4, 6–2                     |
| 1985   | Ню Йорк | Гран При Мастърс | Борис Бекер         | 6–2, 7–6(7–1), 6–3                |
| 1986   | Ню Йорк | Гран При Мастърс | Борис Бекер         | 6–4, 6–4, 6–4                     |
| 1987   | Ню Йорк | Гран При Мастърс | Матс Виландер       | 6–2, 6–2, 6–3                     |

#### Финали на Финалния турнирСветовния Тур на ATP(4)
| година | място   | финален турнир   | съперник във финала | резултат                          |
| ------ | ------- | ---------------- | ------------------- | --------------------------------- |
| 1980   | Ню Йорк | Гран При Мастърс | Бьорн Борг          | 4–6, 2–6, 2–6                     |
| 1983   | Ню Йорк | Гран При Мастърс | Джон Макенроу       | 3–6, 4–6, 4–6                     |
| 1984   | Ню Йорк | Гран При Мастърс | Джон Макенроу       | 5–7, 0–6, 4–6                     |
| 1988   | Ню Йорк | Гран При Мастърс | Борис Бекер         | 7–5, 6–7(5–7), 6–3, 2–6, 6–7(5–7) |

#### Титли от WCT турнир в края на годината (2)
| година | място | финален турнир | съперник      | резултат           |
| ------ | ----- | -------------- | ------------- | ------------------ |
| 1982   | Далас | WCT финали     | Джон Макенроу | 6–2, 3–6, 6–3, 6–3 |
| 1985   | Далас | WCT финали     | Тим Майот     | 7–6(7–4), 6–4, 6–1 |

#### Финали от WCT турнир в края на годината (1)
| година | място | финален турнир | съперник      | резултат                          |
| ------ | ----- | -------------- | ------------- | --------------------------------- |
| 1983   | Далас | WCT финали     | Джон Макенроу | 2–6, 6–4, 3–6, 7–6(7–5), 6–7(0–7) |